# 宋家镇 (资中县)
宋家镇，是中华人民共和国四川省内江市资中县曾经下辖的一个镇。2019年12月，撤销宋家镇，将其所属行政区域划归双河镇管辖。

## 行政区划
宋家镇撤销前下辖以下地区：
宋家场社区、熊桥社区、熊桥村、中峰寺村、涧水坳村、鸡腿山村、宋家村、道田村、汤氏祠村、雷氏祠村、甘家寺村、猫儿寨村、灯树坝村、白云寺村、大湾村、斜龙村和拥跃村。